# Gallina Blanca
Gallina Blanca es una empresa española con sede en Barcelona (Cataluña) perteneciente al Grupo Agrolimen, fundada por Luis Carulla Canals en 1937. Gallina Blanca está presente en 70 países de 4 continentes, especializada en productos como sopas, caldos, pastas y otros productos precocinados. 

## Historia de Gallina Blanca
Fundada en el año 1937, en plena guerra civil española, con el nombre de Gallina de Oro, desde su sede en el barcelonés Paseo de Gracia elaboraba un producto novedoso y revolucionario en el sector: los cubitos de caldo concentrado, compuestos por una onza y media de carne argentina y un extracto variado de legumbres y hortalizas; la producción se realizaba de forma artesanal, colaborando incluso en ella la señora de Carulla, María Font.
El éxito del producto fue considerable y la producción se trasladó a la calle de Aragón, al tiempo que aumentó su presencia el mercado, creando una imagen corporativa, patrocinando programas radiofónicos, etc.
Se decidió entonces a ampliar su gama de productos, aprovechando su posicionamiento en un mercado de escasa competencia. Destacan las sopas Gallina Blanca, hechas con productos deshidratados que se siguen vendiendo actualmente.
En 1954 se introdujo el caldo Avecrem, cuya creciente demanda, junto a sus sopas hizo a la empresa trasladar sus instalaciones industriales hasta la localidad barcelonesa de San Juan Despí.
Tras cuarenta años creciendo como empresa en el mercado nacional, en el año 1979 decidió ampliar su actividad al mercado exterior, estando presente en más de 70 países en Europa, Asia central, América y África. Gallina Blanca comercializa una amplia gama de productos: caldos, sopas, platos preparados, pasta, refrescos y postres.
En 2007 se fusionó con la italiana Star, propiedad de Findim Investments, entrando esta sociedad suiza perteneciente a la familia Fossati en el accionariado al 50% de Gallina Blanca y compartiendo con el grupo Agrolimen, propiedad de la familia Carulla.
En diciembre de 2012, el Grupo Agrolimen adquiere a Findim Investments el 25% restante de Gallina Blanca Star, pasando a controlar el 100% de la compañía.
En marzo de 2015, la multinacional española de alimentación Grupo Gallina Blanca Star cambia su nombre por el de GB Foods.
En diciembre de 2018, el Grupo Agroalimen, propietario de Gallina Blanca, anunció el cierre de la planta de San Juan Despí para convertir ese emplazamiento en la futura sede del grupo alimentario, acompañado de la construcción de viviendas y oficinas.

## Marcas y productos de Gallina Blanca
- Gallina Blanca: comercializa bajo esta denominación caldos, cazuelitas (platos típicos, como Lentejas a la riojana, Garbanzos con chorizo...), caldos, platos preparados, postres, salsas, sazonadores, cremas, sopas completas Sopinstant, sal y otros productos disponibles solo en otros mercados no europeos.

- Star: una compañía italiana del grupo Gallina Blanca (adquirida en el 2006) produce, entre otros productos pizzas, pasta, atún, té e infusiones, además de otros platos preparados derivados.

- Avecrem: es la marca de caldos de Gallina Blanca. Bajo esta marca se distribuyen salsas, sazonadores y cubitos de caldo.

- El Pavo: bajo esta marca se comercializa una gama de pasta seca: fideos, espagueti, macarrones, lasañas... para el mercado europeo.

- Jumbo: bajo esta marca se comercializan caldos en pastillas y también líquidos, principalmente para mercados de bajo poder adquisitivo (Asia central y África) y condimentos.

## Estrategias comerciales
Gallina Blanca ha apostado siempre por crecer dándose a conocer en diversos medios. Al comienzo de su vida empresarial patrocinaba programas y concursos radiofónicos. En la cadena SER, cada viernes Joaquín Soler Serrano transmitía el espacio "Avecrem llama a su puerta" en el que se hacía realidad el sueño de un concursante si superaba las pruebas que se le imponían. 
Incluso Sofía Loren fue imagen promocional en 1954 de la marca barcelonesa, ganando un concurso radiado cuyo premio donó al Hospital San Juan de Dios.
Las sopas Avecrem han acuñado el ya clásico eslogan de "¿Cueces o enriqueces?" en clara alusión a las propiedades que tienen las pastillas Avecrem para darle sabor a todos los platos con que se cocinen.